# شرطة إسرائيل
شرطة إسرائيل ((بالعبرية: משטרת ישראל‏), Mishteret Yisra'el) هي قوة الشرطة المدنية الخاصة بإسرائيل،
ويقع المقر الوطني لشرطة إسرائيل في كريات هاممشالا في القدس المحتلة. تأسس جهاز الشرطة الإسرائيلية سنة 1948، ووصل عدد مجندين الشرطة الإسرائيلية إلى 70 ألف شرطي. تتبع شرطة إسرائيل لوزارة الأمن الداخلي.
كما هو الحال مع معظم قوات الشرطة الأخرى في العالم تشمل واجباتها مكافحة الجريمة ومراقبة المرور والحفاظ على السلامة العامة.
تنشط الشرطة الإسرائيلية في جميع أنحاء إسرائيل وفي المنطقة ج من الضفة الغربية ومرتفعات الجولان المحتلة وجميع الأماكن التي تسيطر فيها إسرائيل على المدنيين. وهي الوكالة المدنية الوحيدة لإنفاذ القانون في إسرائيل كما توجد قوات شرطة بلدية أو إقليمية، وبالرغم من أن بعض البلديات تدير وحدات إنفاذ قانون بلدية تتعامل مع مخالفات منخفضة المستوى وتوفر أمنًا إضافيًا وتتمتع بصلاحية إصدار غرامات إلا أنها لا تمتلك نفس سلطة الشرطة.
في حالات الطوارئ، يمكن الاتصال بالشرطة عن طريق الاتصال بـ 100 من أي هاتف في إسرائيل.

## الدوائر الإقليمية
تنقسم الشرطة الإسرائيلية إلى ستة قيادات إقليمية:
- المنطقة المركزية
- المنطقة الجنوبية
- المنطقة الشمالية
- منطقة يهودا والسامرة (إدعاء إسرائيل الضفة الغربية بالكامل]]
- منطقة تل أبيب
- منطقة القدس
- شرطة المنطقة الساحلية

## الوحدات
ويتولى فرع الأمن والشرطة المجتمعية مهام إنفاذ القانون العادية مثل إجراء الدوريات في الأماكن العامة والاستجابة لمكالمات الطوارئ.
- [[شرطة حدود إسرائيل (بالعبرية: משמר הגבול) ("ماجاف") هي الذراع القتالية للشرطة وتخدم بشكل أساسي في مناطق محددة - الحدود والقدس والضفة الغربية، وهي مسؤولة عن إنفاذ القانون في المناطق الريفية وقمع الاضطرابات المدنية، وخاصة أعمال الشغب، وتشارك في عمليات مكافحة الإرهاب. تضم شرطة الحدود ضباطًا محترفين على قائمة الرواتب ومجندين يخدمون في شرطة الحدود كخدمة وطنية إلزامية لمدة ثلاث سنوات.[13] كما تضم أيضًا موظفين متطوعين.
- وحدة يمام (اختصار لـ "وحدة الشرطة الخاصة") هي وحدة مكافحة الإرهاب وإنقاذ الرهائن التابعة للشرطة الإسرائيلية، وهي معروفة بأنها واحدة من أكثر الوحدات خبرة وتخصصًا من نوعها في العالم. شاركت الوحدة في مئات العمليات داخل وخارج حدود إسرائيل.[14]
- قوات اليسام، هي وحدة شرطة مكافحة الشغب والسيطرة على الحشود، وتشارك أيضًا في عمليات مكافحة الإرهاب. وقد تم استدعاء الوحدة، التي بدأت في الأصل كشرطة مكافحة الشغب، للمساعدة في عمليات مكافحة الإرهاب، فضلاً عن تفكيك المستوطنات وفقًا لقرارات المحكمة الإسرائيلية.[15] وتضم قوات اليسام وحدات فرعية من وحدات الدراجات النارية للاستجابة السريعة.[16]

الياماس هي وحدة كوماندوز لمكافحة الإرهاب، يتم تدريب مشغليها على تنفيذ العمليات سراً، متنكرين في هيئة مدنيين. وعلى الرغم من كونها رسميًا جزءًا من شرطة الحدود، إلا أنها تابعة مباشرة لجهاز الأمن الداخلي الإسرائيلي (الشاباك).
- شرطة المرور الإسرائيلية، هي ذراع الشرطة المسؤولة عن تطبيق قوانين المرور، وهي مقسمة لخمس مناطق إقليمية ووحدة دورية وطنية.
- الحرس المدني هو قوة شرطة تتألف من ضباط متطوعين بدوام جزئي، يشكلون غالبية ضباط الشرطة الإسرائيلية. وهو رسميًا قسم من فرع الأمن والشرطة المجتمعية. يتمتع متطوعو الحرس المدني بسلطات شرطية محدودة. ويقومون بدوريات في الأماكن العامة، ويتم تدريبهم على تقديم الاستجابة الأولية لأي موقف أمني يواجهونه حتى وصول قوات الشرطة النظامية، ويشاركون في التحكم في حركة المرور، كما يضم الحرس المدني فرق بحث وإنقاذ.
- وحدة «لاهف 433» هي وحدة الشرطة المختصة في التحقيق في الجرائم الخطيرة والفساد.
- وحدة استخبارات الإشارات التابعة للشرطة مسؤولة عن أنشطة استخبارات الإشارات (SIGINT).
- وحدة التعامل مع الكلاب هي المسؤولة عن تشغيل الكلاب البوليسية.
- وحدة الشرطة الجوية تعمل على تشغيل طائرات الهليكوبتر الخاصة بالشرطة.
- وحدة الشرطة البحرية مسؤولة عن تشغيل القوارب ولديها غواصين من الشرطة.

وحدة إبطال مفعول القنابل التابعة لشرطة إسرائيل هي فرقة المتفجرات التابعة للشرطة. وهي تتعامل مع العمليات والتحقيقات التي تتضمن أجسامًا مشبوهة أو أجهزة متفجرة أو ذخائر عسكرية.
- وحدة سيف مسؤولة عن مكافحة الجريمة في المجتمع العربي في «إسرائيل».[17]
- وحدة يوآف، وهي مسؤولة عن تطبيق قوانين استخدام الأراضي والبناء في النقب، وخاصة بين المجتمعات البدوية.[18]

قسم تحديد الهوية والعلوم الجنائية مسؤول عن العلوم الجنائية في التحقيقات. لديه مختبرات تتعامل مع تحليل بصمات الأصابع الكامنة، والتحقيق في الحرائق العمد، وقياس الطيف الكتلي وتحليل المتفجرات، والأدلة الرقمية، والحمض النووي ومجالات أخرى من علم الأحياء، والأسلحة النارية، وفحص الوثائق المشكوك فيها.
- تتولى إدارة التحقيقات الداخلية مسؤولية التحقيق في المخالفات التي يرتكبها أفراد الشرطة. وهي مستقلة رسميًا عن الشرطة وتخضع لسلطة وزارة العدل.[19]

## مفوضو الشرطة

علم قائد شرطة إسرائيل

| حزقيال سحر       | 1948                         | 1958          |      |      |
| يوسف نحمياس      | 1958                         | 1964          |      |      |
| بينهاس كوبل      | 1964                         | 1972          |      |      |
| هارون صلاح       | 1972 شاؤول روزوليو 1972 1976 |               |      |      |
| حاييم تافوري     | 1976                         | 1979          |      |      |
| هرتزل شابير      | 1980                         | أرييه إيفتسان | 1981 | 1985 |
| ديفيد كراوس      | 1985                         | 1990          |      |      |
| 1990             | 1993                         |               |      |      |
| رافي بيليد       | 1993                         | 1994          |      |      |
| عساف حيفتس       | 1994                         | 1997          |      |      |
| يهودا فيلك       | 1998                         | 2000          |      |      |
| شلومو أهارونيشكي | 2001                         | 2004          |      |      |
| موشيه كرادي      | 2004                         | 2007          |      |      |
| دودي كوهين       | 2007                         | 2011          |      |      |
| يوهانان دانينو   | 2011                         | 2015          |      |      |
| بنتسي ساو (مؤقت) | 2015                         | 2015          |      |      |
| روني الشيخ       | 2015                         | 2018          |      |      |
| موتي كوهين       | 2018                         | 2020          |      |      |
| 2020             | 2024                         | 2024          | 2024 |      |
| دانييل ليفي      | 2024                         |               |      |      |

## وصلات خارجية
- شرطة إسرائيل
- شرطة إسرائيل (بالعبرية)